# Herskovits Jenő
Herskovits Jenő (Zazár, 1889 – Bukarest, 1974. június 22.) orvos, szakíró. Herskovits Izidor és Ferenc bátyja.

## Életpályája
A nagybányai gimnáziumban érettségizett, oklevelét a kolozsvári egyetemen szerezte (1926). Bukarestben a Sanatorul Central röntgenosztályát vezette; 1945-től haláláig itt röntgenfőorvos. Román, német és magyar szakfolyóiratokban több közleménye jelent meg. Az Orvosi Szemlében közölt dolgozatai közül kiemeljük különlenyomatban is megjelent írásait a krónikus vakbélgyulladás röntgendiagnosztikájáról (Herskovits Ferenccel együtt, Kolozsvár 1928), egy feltűnő eredményről a mellkasi lymphosarcoma röntgenterápiájánál (Kolozsvár 1929) és a röntgenterápiáról mint differenciális diagnosztikus eszközről egy atípusos bordatuberkulózis esetében (Kolozsvár 1929).
Társszerzője Herskovits Izidorral és Herskovits Ferenccel a Tratat practic de roentgenologie medicală című tankönyvnek (Kolozsvár 1933), valamint A hasüregi szervek röntgenvizsgálata című munkának (Kolozsvár 1937).